# Rada Central d'Ucraïna
La Rada central o Tsentralna Rada (ucraïnès: Центральна Рада, Tsentral'na rada) és un cos representatiu constituït en 1917 a Kíev per governar la República Popular d'Ucraïna, que portà en principi una política autònoma respecte a Rússia abans d'esdevenir un estat completament independent. Aquest resultat fou la conseqüència d'un procés progressiu, partint d'una representació exclusiva dels ucraïnesos per incorporar les altres ètnies i grups nacionals d'Ucraïna, amb el vot de quatre declaracions successives, que convertiren d'entrada a Ucraïna en una entitat autònoma al si d'una Rússia federal i democràtica i acabaren amb l'afirmació de la sobirania i la completa independència nacional de la República nacional d'Ucraïna.
Durant la seva breu existència, de 1917 al 29 d'abril de 1918, la Rada Central, que va ser dirigida per l'historiador ucraïnès Mikhailo Hruixevski, fou la institució fonamental que governà la República Popular d'Ucraïna.